# Богдан, Пётр

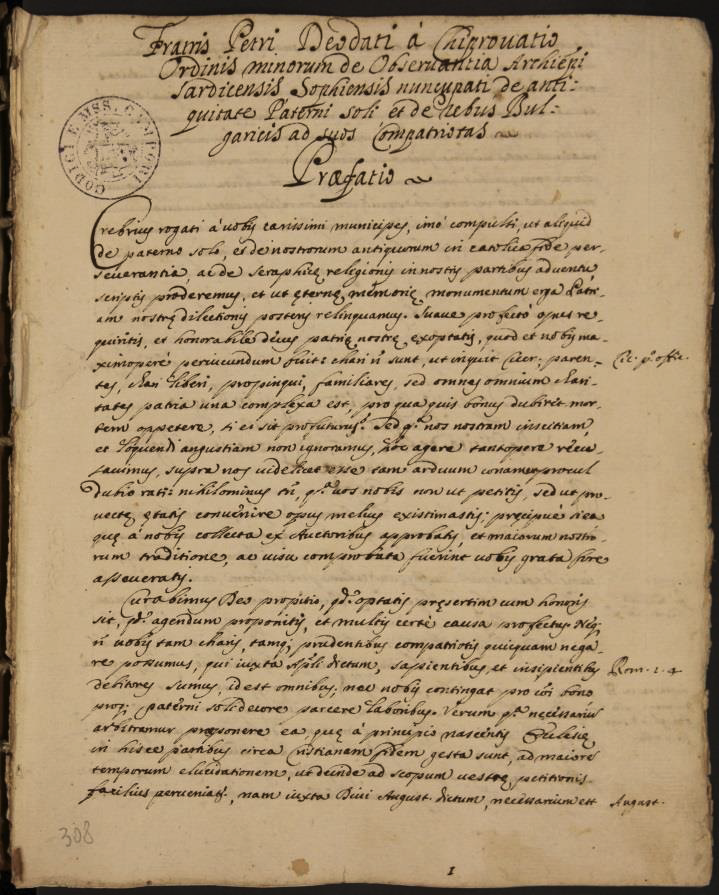
Титульный лист «Истории Болгарии», написанный Петром Богданом в 1667 году, под названием De antiquitate Patrerni soli, et de rebus Bulgaricis

Пётр Богдан Бакшев (болг. Петър Богдан Бакшев; 1601, Чипровци, Османская империя — 1674, там же) — болгарский католический архиепископ Софийский (1641-1674), священник францисканского ордена Миноритов, историк, переводчик, писатель

.
Автор «Истории Болгарии» (1667), самого раннего из известных болгарских трудов по историй государства. Один из инициаторов Чипровского восстания.
Внёс большой вклад в национальное пробуждение болгар в XVII веке. Был одним из основоположников пропаганды католической веры на болгарских землях.

## Биография

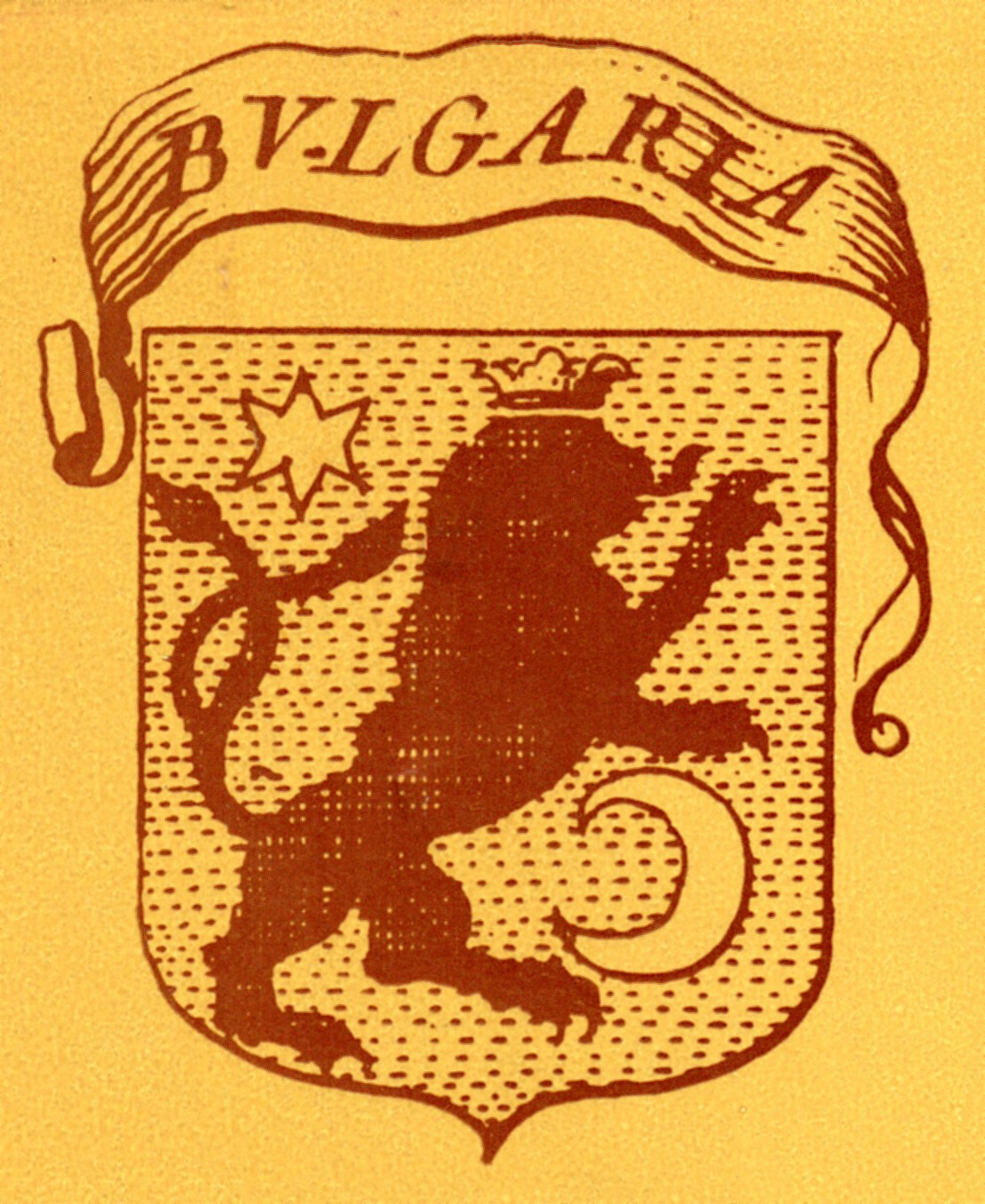
Болгарский герб, предложенный Петром Богданом

Родился в семье ремесленников. В 1612 году стал послушником францисканском монастыре в Чипровцах. В 1618 году стал монахом.
В 1620—1623 годах обучался в монастыре св. Франциска в Анконе в Италии. В 1622 году был рукоположён в священники и избран викарием. С 1623 года продолжил учёбу в Колледже Клементины в Риме, который закончил в 1627 году.
До 1630 года изучал право в Римском университете. Говорил на латыни, итальянском, греческом, хорватском, сербском, русском, валашском, турецком языках. Перевёл в Чипровцах и напечатал свою первую книгу в Риме в 1638 году.
В 1638 году стал епископом Галлиполийским (1638—1641).
В 1640 году составил для папы римского отчёт о состоянии болгарских земель.
В 1641 году папа Урбан VIII назначил его архиепископом Софийским, главой католиков Болгарии, Валахии и Молдавии, став первым католическим архиепископом Софии. В том же году издал новую переводную книгу с рассказами о жизни Богородицы — «Сокровище Небесное».
П. Богдан вместе с епископами-единомышленниками Петром Парчевичем и Франческо Соймировичем посетил ряд центральноевропейских правителей, чтобы уговорить их, создать христианский союз против турок-османов и начать военную кампанию против империи, которая привела бы к освобождению Болгарии. В 1644 году встречался с господарем Валахии Матеем Басарабом.

## Избранные труды
- «История на България»
- «История на Охрид — столица на България»,
- «Хроника на моравската мисия на Св. св. Кирил и Методий»,
- «Призренската епископия» и др.

## Память
- В честь Петра Богдана названы:
  - улицы в Софии, Чипровци и городе Раковски
  - Библиотеки в Чипровци и г. Раковски
  - Средняя школа в городе Монтана
  - Хребет Бкшева (Bakshev Ridge) на острове Раггед у западного побережья полуострова Байерс в Антарктиде[3]